# Åter till Avskyvärld
Åter till Avskyvärld (Return to Plain Awful) är en Disneyserie skapad av Don Rosa, som en uppföljare till Carl Barks serie Vilse i Anderna från 1949.
Serien handlar om Kalle Anka som ihop med Knattarna och denna gång även Joakim von Anka förföljd av Guld-Ivar Flinthjärta, återvänder till Avskyvärld, den gömda dalen i Anderna med fyrkantiga ägg. Serien är en fortsättning på Carl Barks serie Vilse i Anderna och jakten på de fyrkantiga äggen. Den här gången vill Joakim ha rätt till de fyrkantiga äggen. När Flinthjärta får veta det förföljer han ankorna och med sig har han en guide.
Serien har bland annat publicerats i Kalle Anka & C:o nummer 17–20 1990.